# Tipula pseudocockerelliana
Tipula pseudocockerelliana är en tvåvingeart som beskrevs av Yang 1995. Tipula pseudocockerelliana ingår i släktet Tipula och familjen storharkrankar. Inga underarter finns listade i Catalogue of Life.